# Demografía de Burkina Faso

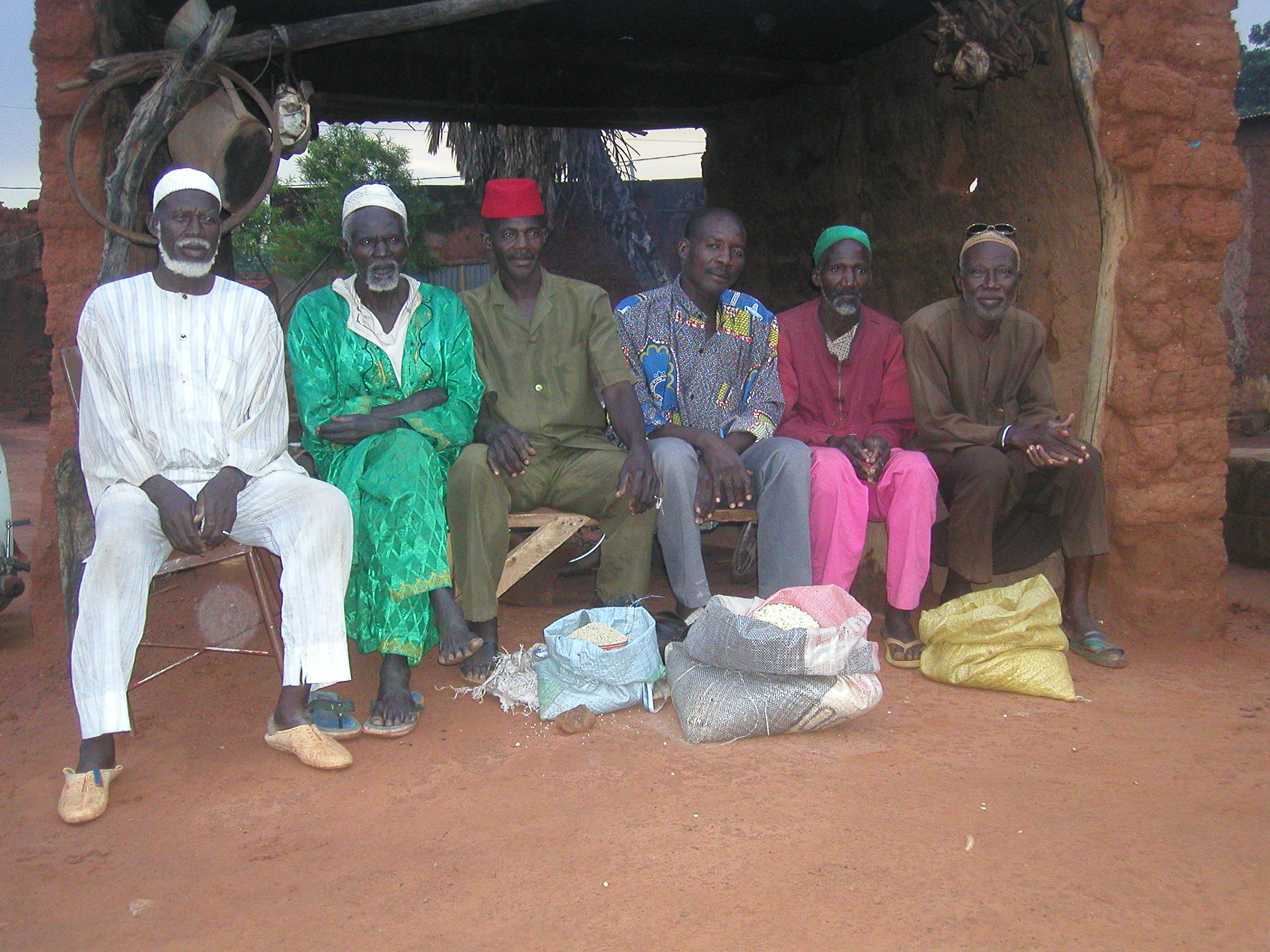
Hombres de etnia Bobo en Bobo-Dioulasso

Este artículo trata sobre los rasgos demográficos de la población de Burkina Faso, incluidos la densidad de población, grupos étnicos, nivel educativo, salud de la población, estatus económico, filiaciones religiosas y otros aspectos de sus habitantes.

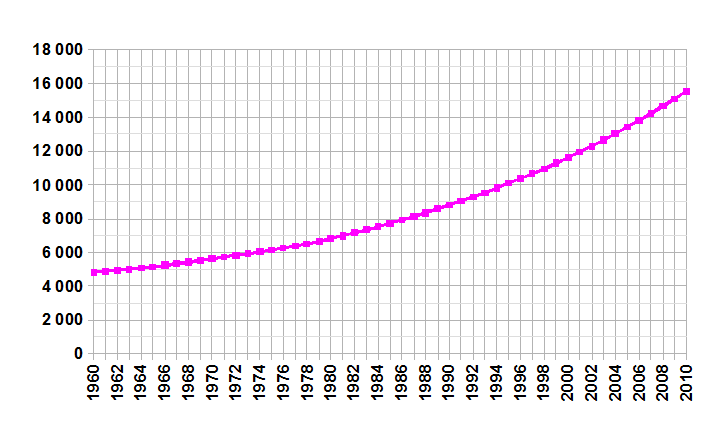
Demografía de Burkina Faso, Datos de la FAO, año 2012 ; Cifras en miles de habitantes.

Los 15,3 millones de habitantes de Burkina Faso pertenecen a dos grupos culturales mayoritarios del África Occidental: los Gur (Voltaicos) y los Mandé. Los voltaicos son mucho más numerosos y abarcan a los Mossi, que constituyen en torno a la mitad de la población. Los Mossi afirman descender de guerreros que emigraron a la actual Burkina Faso y fundaron un imperio que duró 800 años. Los mossi son predominantemente granjeros y aún se encuentran ligados a las tradiciones del Mogho Naba (título real), que aún mantiene su corte en Uagadugú.
En torno a 12.000 europeos residen en Burkina Faso, la mayoría son franceses. 
La población de Burkina Faso se concentra principalmente en el sur y centro del país, excediendo en ocasiones los 48 habitantes por kilómetro cuadrado. Esta densidad, alta para África, trae consigo migraciones anuales de cientos de miles de burkineses a Costa de Marfil y Ghana para la temporada de trabajo agrícola. Alrededor de un tercio de los burkineses practican religiones tradicionales africanas. Los líderes mossi resistieron inicialmente a la introducción del islam en Burkin Faso. Los cristianos, principalmente católicos, están distribuidos mayoritariamente entre la élite urbana.

Son muy pocos los burkineses que han seguido una educación formal. La escolarización es gratuita paro no obligatoria, y tan solo un 29% de los niños asiste a la escuela primaria y recibe la educación básica. La Universidad de Uagadugú, fundada en 1974, fue la primera institución de educación superior del país. La Universidad Politécnica de Bobo-Dioulasso en Bobo-Dioulasso se inauguró en 1995. 

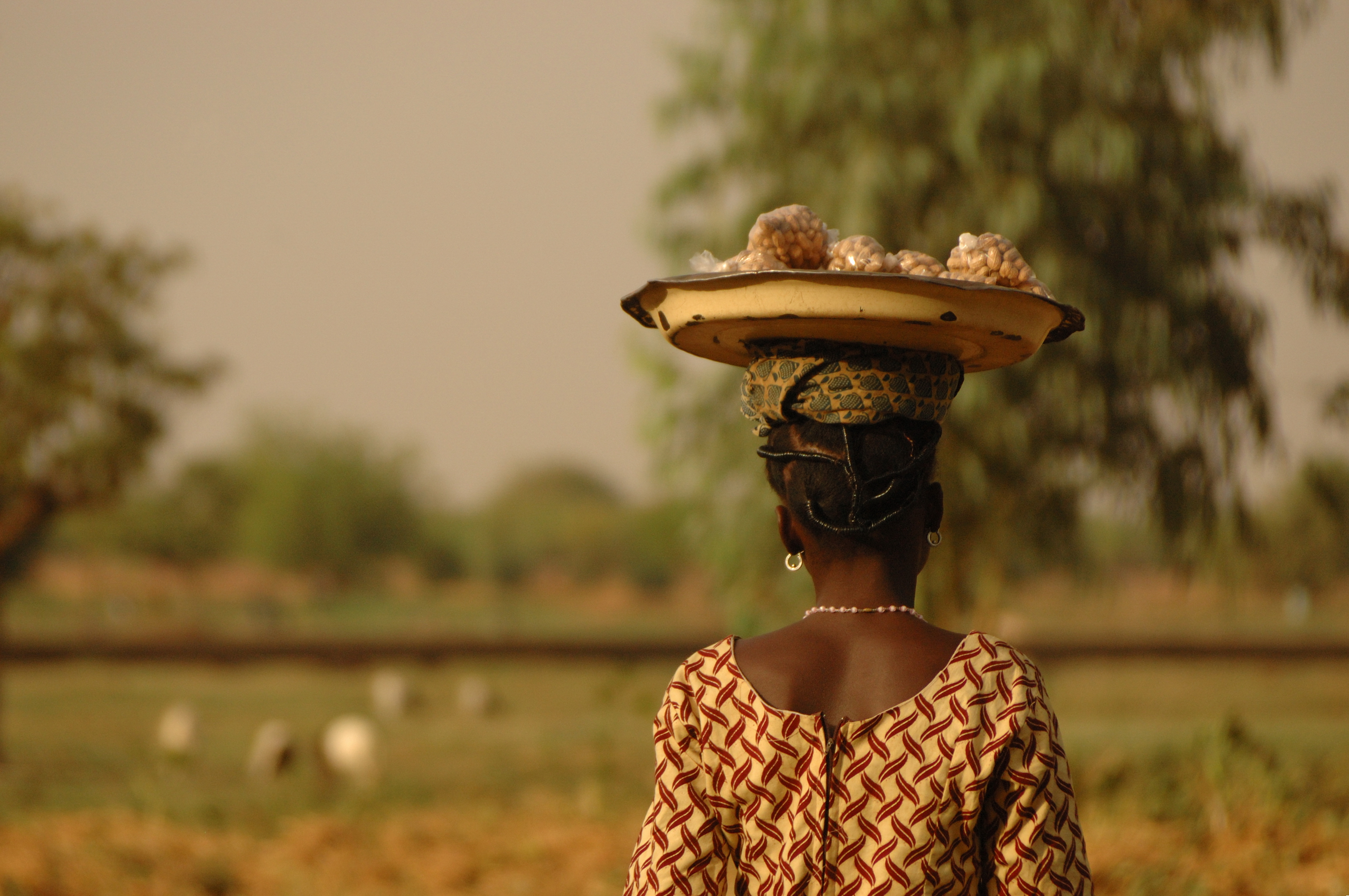
Vendedora de cacahuetes en Uagadugú

## Estadísticas demográficas del CIA World Factbook
Las siguientes estadísticas provienen del CIA World Factbook, salvo indicación contraria.

### Población
15.746.232 (July 2009 est.)
Nota: las estimaciones para este país tienen en cuenta específicamente los efectos de una mortalidad desmedida a causa del Sida; este factor puede arrojar como resultado una menor esperanza de vida, mayor tasa de mortalidad infantil y tasa bruta de mortalidad; menor tasa de crecimiento poblacional; y cambios sobre la distribución de la población por edades y sexo que podría esperarse en otras circunstancias.

### Distribución por edades

0-14 años: 46,8% (hombres 3.267.202/mujeres 3.235.190)
15-64 años: 50,7% (hombres 3.513.559/mujeres 3.538.623)
65 años o más: 2,5% (hombres 140.083/mujeres 208.315) (est. de 2006)

### Edad Media
Total: 16,8 años
Male: 16,6 años
Female: 17 años(est. de 2009)

### Tasa de crecimiento de población
3,103% (est. de 2009)

### Tasa de natalidad
44,33 nacimientos/1.000 habitantes (est. de 2009)

### Tasa de mortalidad
13,3 defunciones/1.000 habitantes (est. de 2009)

### Tasa de migración neta
0 inmigrantes/1.000 habitantes (est. de 2006)

### Ratio de sexos
Al nacer: 1,03 hombres/mujer
Menor 15 años: 1,01 hombres)/mujer
15-64 años: 0,99 hombres/mujer
65 o más años: 0,65 hombres/mujer
Población total: 0,99 hombres/mujer (est. de 2009)

### Tasa de mortalidad infantil

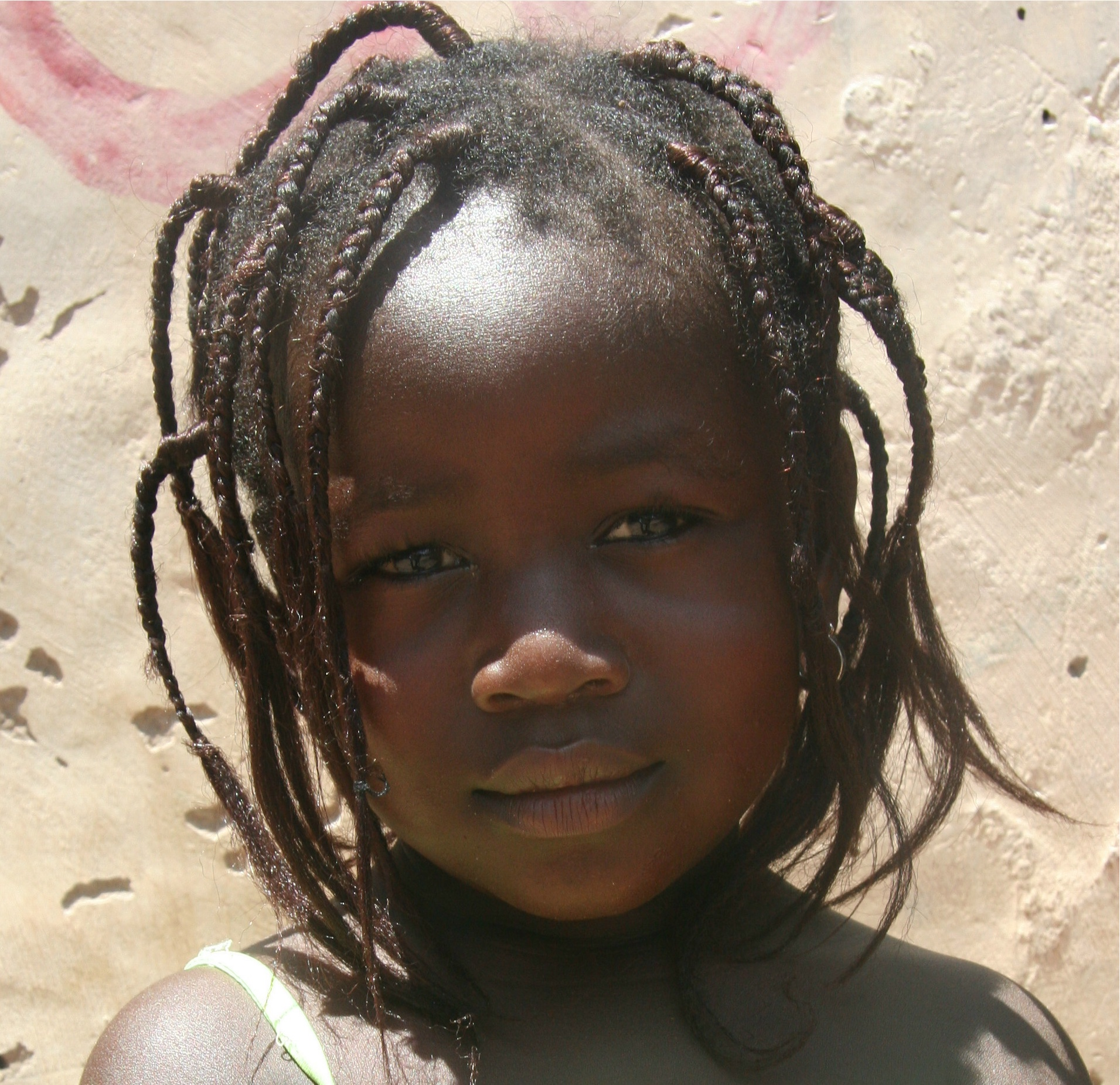
Una niña de Burkina Faso

Total: 91,35 defunciones/1.000 nacimientos
Varones: 99 defunciones/1.000 nacimientos
Mujeres: 83,3 defunciones/1,000 nacimientos (est. de 2006)

### Esperanza de vida al nacer
Población total: 52,95 años
Hombres: 51,04 años
Mujeres: 54,91 años (est. de 2009)

### Tasa de fertilidad total
6,21 niños nacidos/mujer (est. de 2010)

### Sida
Tasa de prevalencia en adultos: 1,6% (2007 est.)
Personas que viven con Sida: 130.000 (2007 est.)
Defunciones: 9.200 (2007 est.)

### Principales enfermedades infecciosas
Nivel de riesgo: muy alto
Enfermedades transmitidas por el agua o los alimentos: diarrea bacteriana and protozoaria, hepatitis A, y fiebre tifoidea
Enfermedades transmitidas por vectores: malaria y fiebre amarilla
Enfermedades transmitidas por contacto con el agua: Esquistosomiasis
Enfermedades respiratorias: meningitis meningococica
Enfermedades transmitidas por contacto con animales: rabia (2009)

### Nacionalidad
Burkinés/a

### Grupos étnicos
Mossi (más del 40%), Gurunsi, Senufo, Lobi, Bobo, Fulani, Mandé, europeos

### Religiones
Musulmana 50%, cristiana (principalmente católica) 30%, Creencias locales 20%

### Lenguas
Los idiomas oficiales del país son el mossi, dyula, fula y bissa. El hausa es hablado por una parte de la población musulmana.
En 2023, el gobierno de Burkina Faso redujo el estatus del francés, que anteriormente era el idioma oficial de la nación. En ese momento el francés se convirtió, junto al inglés, en una de las lenguas de trabajo de Burkina Faso.

### Alfabetismo
Definición: mayores de 15 años que saben leer y escribir
Población total: 21.8%
Hombres: 29,4%
Mujeres: 15,2% (est. de 2003)

### Gasto en educación
4,2% del PIB (2006)